# Шейнман, Илья Борисович
Илья Борисович Шейнман (1900, город Сергиевск Бугурусланского уезда, теперь село Сергиевского района Самарской области — 1966, Москва) — советский деятель, инженер, директор Луганского паровозостроительного завода имени Октябрьской революции.

## Биография
В 1929 окончил металлургический факультет Московской горной академии.
В 1929—1930 годах — на строительстве Сталинградского тракторного завода. В 1930—1931 годах — на стажировке в США, где знакомился с организацией производства тракторов на американских предприятиях. В 1931—1932 годах — начальник кузнечного цеха Сталинградского тракторного завода.
В 1932—1934 годах — директор Сталинградского тракторного завода. Член ВКП (б).
В 1935—1937 годах — директор Ворошиловградского паровозостроительного завода имени Октябрьской Революции.
В 1937—1938 годах — директор Ижорского судостроительного завода.
В 1938—1940 годах — заместитель председателя научно-технического совета Народного комиссариата судостроительной промышленности СССР. С 1940 года — директор Института по проектированию тракторных, автомобильных и других заводов массово-поточного производства.
В 1951—1957 годах — начальник кузнечного цеха Московского завода малолитражных автомобилей. С 1957 года — на руководящей работе в Министерстве автомобильной промышленности СССР.
Автор книги «Что я видел в Америке, что я сделал в СССР». — Москва, 1934.

## Награды
- орден Ленина (17.05.1932)
- орден Трудового Красного Знамени (28.10.1944)